# 214820 Faustocoppi
214820 Faustocoppi è un asteroide della fascia principale. Scoperto nel 2006, presenta un'orbita caratterizzata da un semiasse maggiore pari a 2,7704784 UA e da un'eccentricità di 0,1525540, inclinata di 13,43932° rispetto all'eclittica.
L'asteroide è dedicato a Fausto Coppi, celebre ciclista.